# Chorinaeus laxicaudatus
Chorinaeus laxicaudatus là một loài tò vò trong họ Ichneumonidae.